# Berrya mollis
Berrya mollis là một loài thực vật có hoa trong họ Cẩm quỳ. Loài này được Wall. ex Kurz mô tả khoa học đầu tiên năm 1873.